# Semiothisa tegularia
Semiothisa tegularia är en fjärilsart som beskrevs av Walker 1860. Semiothisa tegularia ingår i släktet Semiothisa och familjen mätare. Inga underarter finns listade i Catalogue of Life.